# Where Did You Sleep Last Night
In the Pines (відоміша як Where Did You Sleep Last Night або Black Girl) — традиційна американська народна пісня. Прийнято вважати, що вона виникла принаймні у 1870-х роках у районі Південних Аппалачі. Ім'я автора є невідомим, але її переспівали багато різних виконавців у різних жанрах.
Традиційно її пов'язують із блюз-музикантом Лідбеллі, що записав кілька версій пісні у 1940-х, а також із блюґрас-музикантом Білом Монро, що посприяв популяризації пісні (у різних варіантах зі зміненим текстом про поїзд) серед шанувальників блюґрасу та кантрі у 1940-х та 1950-х.
Пісня у виконанні The Four Pennies потрапила у британську топ-20 1964 року, а живе виконання пісні ґрандж-гуртом Nirvana, яке було записано під час їхнього виступу MTV Unplugged 1993 року, популяризувало пісню серед нового покоління.
2021 року український дарк-кантрі гурт Zwyntar випустив сингл «Дівча», що заснований на пісні «In the Pines».